# Organización territorial de Alemania
Alemania es una república federal compuesta por dieciséis estados federados, llamados Länder (sing. Land, 'Estado' en alemán) o, de forma oficiosa, Bundesländer (sing. Bundesland, 'estado federado'). Existen a su vez otros niveles de la administración, como son las regiones administrativas (sing. Regierungsbezirk), los distritos (sing. Kreis) a nivel intermedio y los municipios (sing. Gemeinde) a nivel local.

## Divisiones administrativas

### Estados federados(Bundesländer)
| Baja Sajonia Bremen Hamburgo Mecklemburgo- Pomerania Occidental Sajonia-Anhalt Sajonia Brandeburgo Berlín Turingia Hesse Renania del Norte -Westfalia Renania- Palatinado Baviera Baden- Wurtemberg Sarre Schleswig -Holstein Suiza Austria República Checa Polonia Francia Países Bajos Bélgi- ca Dinamarca |

Los länder son sujetos de derecho internacional originarios con personalidad estatal propia, aunque en general solo la ejercen entre sí y son representados en el extranjero por el Estado federal (Bund). «El orden constitucional de los länder debe responder a los principios del Estado de Derecho republicano, democrático y social» (art 28.1 GG [Grundgesetz], Constitución Alemana). Así, cada uno de los dieciséis estados federados tiene su propio gobierno y parlamento (el Landtag), que es elegido cada cuatro o cinco años, según el caso.
A nivel federal, los gobiernos de cada estado están representados en el Consejo Federal (Bundesrat), al que la Constitución Alemana atribuye la competencia para conocer de las iniciativas de la Federación cuando afectan a los estados federados. A diferencia del sistema español de comunidades autónomas, todos los estados federados alemanes tienen los mismos poderes y competencias. Los artículos 70 a 74 de la Constitución Alemana definen las áreas de competencias que pertenecen al Estado federal y las que incumben a los estados federados.
A pesar de que el nombre land se aplica de forma general a los dieciséis estados federados, hay tres que oficialmente utilizan la denominación Freistaat, 'estado libre' (Baviera, Sajonia, Turingia) y otros tres Stadt-Staat, 'ciudad-estado' (Berlín) o Freie (und) Hansestadt, 'ciudad libre (y) hanseática' (Bremen y Hamburgo). Todos menos los tres últimos y en contraposición con ellos se denominan Flächenländer, 'estados con superficie'.
A lo largo de la historia de la República Federal de Alemania, el Estado federal tendió a asumir cada vez más competencias, admitiendo al mismo tiempo una mayor participación de los gobiernos de los estados federados a través del Bundesrat. Sin embargo, esto provocó una mayor complejidad del sistema legislativo e impidió tomar decisiones rápidas, llevando incluso a un virtual bloqueo legislativo siempre que el partido de oposición en la cámara baja del Parlamento alemán (Bundestag) lograba la mayoría de los escaños en el Bundesrat. En el año 2006 se abordó la llamada «Reforma del Federalismo» mediante una reforma constitucional y otros cambios legislativos menores para reordenar las competencias del Estado federal y los estados federados, restando atribuciones al Bundesrat y aumentando los poderes genuinos de los gobiernos regionales.

### Regiones administrativas(Regierungsbezirk)

Mapa de Alemania con los nombres de las regiones administrativas (Regierungsbezirke) en alemán

Un Regierungsbezirk (generalmente traducido como región administrativa) es una región administrativa-gubernamental de Alemania, una subdivisión de algunos estados federados (Länder). Los Regierungsbezirke están al mismo tiempo divididos en distritos (Kreise) que pueden ser urbanos o rurales (Landkreise). El Regierungsbezirk está gobernado por un Bezirksregierung dirigido por el Regierungspräsident.
No todos los Bundesländer (estados federados) disponen de esta subdivisión; algunos están divididos directamente en distritos (Kreise). Actualmente, cinco estados están divididos en 22 Regierungsbezirke, con una población que oscila de los 5 255 000 habitantes de la región de Düsseldorf a los 1 065 000 de la región de Gießen:
- Baden-Wurtemberg: Friburgo, Karlsruhe, Stuttgart, Tubinga

- Baviera: Alta Baviera, Baja Baviera, Alta Franconia, Franconia Central, Baja Franconia, Alto Palatinado, Suabia

- Hesse: Darmstadt, Gießen, Kassel

- Renania del Norte-Westfalia: Arnsberg, Colonia, Detmold, Düsseldorf, Münster

- Sajonia: Chemnitz, Dresde, Leipzig

### Distritos(Kreis)

Los 401 distritos de Alemania. Se muestran los distritos rurales en amarillo claro y los urbanos en amarillo oscuro.

Hay 439 distritos (Kreise) en Alemania, unidades administrativas de Alemania (literalmente 'círculos'). Los distritos están en un nivel intermedio entre los Länder (estados federados) y los municipios. La mayoría de los distritos (295) son rurales (Landkreise). Las ciudades con más de 100 000 habitantes (o menos, en algunos estados) no pertenecen a ningún distrito rural, sino que asumen ellas mismas tales responsabilidades formando un distrito urbano (Stadtkreise). También son llamadas 'ciudades sin distrito' (Kreisfreie Städte). En 2011 existían 107 distritos urbanos, formando junto con los rurales un total de 402 distritos. En Renania del Norte-Westfalia hay algunas ciudades con más de 100 000 habitantes que no forman distritos urbanos, como Iserlohn, Recklinghausen, Siegen, Paderborn, Bergisch Gladbach, Witten o Neuss.
- Lista de distritos urbanos alemanes
- Lista de distritos rurales alemanes

#### Otras administraciones supramunicipales
Pueden existir otras administraciones intermedias entre los municipios y los estados federados, ya existan los distritos o no.
- Unión Municipal de Tipo Especial (Kommunalverband besonderer Art). Surge por la unión de un distrito rural y una ciudad no adscrita y lleva a pensar en el concepto de 'distrito regional'. Este tipo de organización en Alemania son:

Region Hannover (desde el 1 de noviembre de 2001)
Regionalverband Saarbrücken (desde el 1 de enero de 2008)
Städteregion Aachen (desde el 21 de octubre de 2009)
- Mancomunidad (Landschaftsverband). Es una forma de unión municipal que se da en Renania del Norte-Westfalia y Baja Sajonia. Las mancomunidades en estos estados son:

- Renania del Norte-Westfalia: Renania (Landschaftsverband Rheinland (LVR)) y Westfalia-Lippe (Landschaftsverband Westfalen-Lippe (LWL)).
- Baja Sajonia: Braunschweigische Landschaft, Emsländische Landschaft, Landschaftsverband Hameln-Pyrmont, Landschaftsverband Hildesheim, Lüneburgischer Landschaftsverband, Oldenburgische Landschaft, Landschaftsverband Osnabrücker Land, Ostfriesische Landschaft, Schaumburger Landschaft, Landschaftsverband Stade, Landschaftsverband Südniedersachsen, Landschaftsverband Weser-Hunte.

### Municipios(Gemeinde)

Los municipios de Alemania.

En la estructura administrativa de la República Federal de Alemania, los municipios (sing. Gemeinde) son el escalón más bajo; todos ellos son parte de un nivel superior de la administración, ya sea distrito (Kreis), estado (Land) o nivel federal (Bund). También pueden abarcar uno de esos niveles, como es el caso de las ciudades no adscritas o distritos urbanos (Kreisfreien Städten/Stadtkreisen) y las ciudades-estado (Stadtstaaten, a saber: Berlín, Bremen y Hamburgo).
| Baden-Wurtemberg                  | 1101   | 312  | 9767      | 32,40  |
| Baviera                           | 2056   | 317  | 6099      | 33,11  |
| Berlín                            | 1      | 1    | 3 460 725 | 887,70 |
| Brandeburgo                       | 419    | 112  | 5974      | 70,37  |
| Bremen                            | 2      | 2    | 330 353   | 209,62 |
| Hamburgo                          | 1      | 1    | 1 786 448 | 755,16 |
| Hesse                             | 426    | 189  | 14 242    | 48,80  |
| Mecklemburgo-Pomerania Occidental | 792    | 84   | 2074      | 29,28  |
| Baja Sajonia                      | 1008   | 163  | 7855      | 45,85  |
| Renania del Norte-Westfalia       | 396    | 270  | 45 133    | 86,08  |
| Renania-Palatinado                | 2306   | 128  | 1736      | 8,61   |
| Sarre                             | 52     | 17   | 19 569    | 49,40  |
| Sajonia                           | 458    | 174  | 9060      | 40,22  |
| Sajonia-Anhalt                    | 220    | 104  | 10 614    | 92,95  |
| Schleswig-Holstein                | 1116   | 63   | 2540      | 14,07  |
| Turingia                          | 907    | 126  | 2464      | 17,83  |
| Alemania                          | 11 261 | 2063 | 7260      | 31,33  |

Los municipios administran los programas autorizados por el gobierno federal o estatal, sobre todo relacionados con juventud, escuelas, salud pública y asistencia social, pero también son designados en la Constitución Alemana como las entidades políticas territoriales encargadas de «regular bajo su propia responsabilidad, dentro del marco de las leyes, todos los asuntos de la comunidad local» (Art. 28 (2) [GG]), lo que les permite actuar en un amplio rango de actividades. Los fondos que permiten el fomento de dichas tareas provienen sobre todo de niveles más altos de la administración, más que de impuestos establecidos y recaudados por sí mismas siendo los parlamentos municipales y los responsables políticos los que constituyen los órganos formales para su desarrollo. El ejecutivo local está liderado por un alcalde que es elegido por el propio parlamento municipal o directamente por los electores, dependiendo del estado federado.
Históricamente la ordenación del régimen municipal había sido competencia de los estados federados, sin embargo durante el periodo de la República de Weimar pasó a ser competencia federal bajo la norma llamada Deutsche Gemeindeordnung que posteriormente fue modificada por el régimen Nazi para adecuarla a su filosofía política y legal. Con la promulgación de la Constitución Alemana en 1949, tras la Segunda Guerra Mundial, las competencias de la ordenación del régimen municipal volvieron a pasar a los estados federados (Art. 77 [GG]), existiendo una norma única (Gemeindeordnung) por cada estado federado que unifica las normas básicas y específicas de cada tipo de administración local. Un caso especial son las ciudades-estado de Berlín, Hamburgo y Bremen, ya que al ser administraciones equivalentes a los estados federados disponen sus propias normas, Bremen además permite al municipio de Bremerhaven tener la suya propia.
Tras la fase de formación de los municipios modernos, a principios del siglo XIX, se han ido produciendo diversas uniones de municipios, sobre todo debido al gran crecimiento de las ciudades industriales que han ido incorporando municipios vecinos. En la República Federal de Alemania anterior a la reunificación (1949-1990), mayoritariamente en la primera mitad de la década de los 70, se produjeron fusiones de municipios bajo normas denominadas de «reforma del territorio» (Gebietsreform), muchas veces de forma contraria a la voluntad de los administraciones involucradas. En los estados federados que pertenecieron a la República Democrática de Alemania se ha producido a partir de la reunificación en 1990 un proceso de fusiones similar, mientras que en los otros estados federados las fusiones tras la década de los 70 han sido muy pocas, y la mayoría debidas a razones económicas (por ejemplo la unión de Tennenbronn a Schramberg el 1 de mayo de 2006, siendo el primer caso de modificación del mapa municipal en Baden-Wurtemberg desde 1977).
| Número de municipios en los estados federados provenientes de la RDA (Fuente: Statistisches Bundesamt, cifras a 31 de diciembre) | Número de municipios en los estados federados provenientes de la RDA (Fuente: Statistisches Bundesamt, cifras a 31 de diciembre) | Número de municipios en los estados federados provenientes de la RDA (Fuente: Statistisches Bundesamt, cifras a 31 de diciembre) | Número de municipios en los estados federados provenientes de la RDA (Fuente: Statistisches Bundesamt, cifras a 31 de diciembre) | Número de municipios en los estados federados provenientes de la RDA (Fuente: Statistisches Bundesamt, cifras a 31 de diciembre) | Número de municipios en los estados federados provenientes de la RDA (Fuente: Statistisches Bundesamt, cifras a 31 de diciembre) | Número de municipios en los estados federados provenientes de la RDA (Fuente: Statistisches Bundesamt, cifras a 31 de diciembre) | Número de municipios en los estados federados provenientes de la RDA (Fuente: Statistisches Bundesamt, cifras a 31 de diciembre) | Número de municipios en los estados federados provenientes de la RDA (Fuente: Statistisches Bundesamt, cifras a 31 de diciembre) | Número de municipios en los estados federados provenientes de la RDA (Fuente: Statistisches Bundesamt, cifras a 31 de diciembre) | Número de municipios en los estados federados provenientes de la RDA (Fuente: Statistisches Bundesamt, cifras a 31 de diciembre) | Número de municipios en los estados federados provenientes de la RDA (Fuente: Statistisches Bundesamt, cifras a 31 de diciembre) | Número de municipios en los estados federados provenientes de la RDA (Fuente: Statistisches Bundesamt, cifras a 31 de diciembre) |
| Estado federado | 1995 | 1996 | 1997 | 1998 | 1999 | 2000 | 2001 | 2002 | 2003 | 2004 | 2005 | Modificación 1995-2005 |
| --- | --- | --- | --- | --- | --- | --- | --- | --- | --- | --- | --- | --- |
| Brandeburgo | 1696 | 1696 | 1565 | 1489 | 1479 | 1474 | 1092 | 886 | 436 | 421 | 421 | -75,19 % |
| Mecklemburgo-Pomerania Occidental                                                                                                | 1079 | 1079 | 1073 | 1069 | 1010 | 1000 | 989 | 979 | 964 | 873 | 851 | -21,13 % |
| Sajonia | 860 | 831 | 802 | 779 | 545 | 544 | 539 | 535 | 525 | 519 | 514 | -40,23 % |
| Sajonia-Anhalt | 1300 | 1299 | 1298 | 1295 | 1289 | 1289 | 1272 | 1235 | 1197 | 1118 | 1056 | -18,77 % |
| Turingia | 1221 | 1143 | 1053 | 1053 | 1019 | 1017 | 1017 | 1007 | 1006 | 998 | 998 | -18,27 % |

### Áreas no incorporadas(Gemeindefreies Gebiet)
En cinco de los estados federados existen áreas no incorporadas, en muchos casos son zonas boscosas o montañosas, aunque también se da el caso de cuatro lagos bávaros que no forman parte de ningún municipio. Las áreas incorporadas pueden pertenecer administrativamente bien al estado federado donde se encuentran o bien a la administración federal, que lo gestiona mediante el Instituto Federal para Bienes Inmuebles (Bundesanstalt für Immobilienaufgaben). La autoridad gubernativa se suele situar en la administración del distrito rural (Landkreis) mientras que la oficina del registro lo hace en un municipio vecino. Excepciones son las dos áreas habitadas en Baja Sajonia, con su propio gobierno, y las dos de Schleswig-Holstein, para las cuales existen oficinas mancomunales (Ämter), a las que pertenecen las áreas.
A fecha de 1 de enero de 2005 había 246 áreas de este tipo, con una superficie total de 4167,66 km², lo que significa un 1,2% de la superficie total de Alemania. A principios de 2010 solo tres de estas áreas estaban habitadas, con una población total de 1710 habitantes (Osterheide y Lohheide en Baja Sajonia y Gutsbezirk Münsingen en Baden-Wurtemberg). Según pasa el tiempo las cifras de dichas áreas disminuyen ya que van siendo incorporadas total o parcialmente a municipios vecinos. La siguiente tabla muestra la evolución de las áreas no incorporadas de 2000 a 2005:
| Baviera            | 262 | 2992,78 | 216 | 2725,06 |
| Baja Sajonia       | 25  | 1394,10 | 23  | 949,16  |
| Hesse              | 4   | 327,05  | 4   | 327,05  |
| Schleswig-Holstein | 2   | 99,41   | 2   | 99,41   |
| Baden-Wurtemberg   | 2   | 76,99   | 1   | 66,98   |
| Total              | 295 | 4890,33 | 246 | 4167,66 |